# Toshio Tamogami
Toshio Tamogami (田母神 俊雄, Tamogami Toshio, nascido em 22 de julho de 1948) é um general aposentado da Força Aérea de Autodefesa do Japão e político. Serviu como Chefe de Gabinete da Força de Autodefesa Aérea de março de 2007 até sua demissão em 31 de outubro de 2008. 

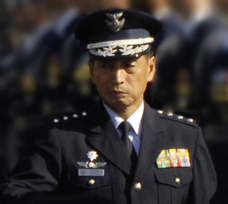
General Toshio Tamogami em agosto de 2008.

Tamogami foi demitido em 2008 devido a um ensaio polêmico que escreveu, no qual negava que o Japão tivesse sido um agressor na Segunda Guerra Mundial, afirmando que o país havia sido atraído para o conflito por Chiang Kai-shek e Franklin D. Roosevelt. Ele também argumentou que as ações do Japão durante a guerra não foram atos de agressão, mas sim justificadas como autodefesa e esforços para "libertar a Ásia do colonialismo ocidental".
Tamogami voltou-se para a política após se aposentar do exército. Em 2014, ele concorreu como candidato a governador de Tóquio e à Câmara dos Representantes ; mas perdeu em ambas as eleições. Ele foi preso em abril de 2016 por supostas violações das leis de financiamento de campanha (pagamentos ilegais a apoiadores) em relação à sua campanha para governador. Ele fez um retorno político em 2024 ao concorrer à eleição para governador de Tóquio, mas ficou em quarto lugar e teve um desempenho pior em comparação com sua corrida de 2014.  Ele foi descrito como um "campeão da direita do Japão". Ele nega que as mulheres tenham sido forçadas pelo Império do Japão ao trabalho sexual como " mulheres de conforto " e que o Massacre de Nanquim tenha ocorrido.   
Tamogami voltou-se para a política após sua aposentadoria do exército, concorrendo em 2014 para o governo de Tóquio e para a Câmara dos Representantes, mas perdeu em ambas as eleições. Em 2016, foi preso por supostas violações das leis de financiamento de campanha (pagamentos ilegais a apoiadores) durante sua campanha para governador. Retornou à política em 2024 para concorrer novamente às eleições para governador de Tóquio, mas ficou em quarto lugar e teve um desempenho pior em comparação com sua tentativa de 2014. Foi descrito como um 'campeão da direita do Japão'. Ele nega que as mulheres tenham sido forçadas pelo Império do Japão a trabalhos sexuais como "mulheres de conforto" e também nega a ocorrência do Massacre de Nanquim.

## Carreira na FAADJ
Tamogami se formou na Escola de Ensino Médio Asaka da Prefeitura de Fukushima em 1967 e na Academia de Defesa Nacional do Japão em 1971, com especialização em engenharia elétrica. Ele foi promovido a tenente-coronel em 1986, coronel em 1990 e major-general em 1996. Ele foi promovido a tenente-general e nomeado Chefe do Colégio do Estado-Maior Conjunto em 2 de dezembro de 2002, e nomeado Comandante em Chefe do Comando de Defesa Aérea em 30 de agosto de 2004. Foi promovido a general e nomeado Chefe do Estado-Maior da Força de Autodefesa Aérea em 28 de março de 2007.
Membro da organização abertamente revisionista Nippon Kaigi, Tamogami ganhou atenção na imprensa por uma série de comentários nos últimos dias de sua carrera. Por ocasião de um processo civil malsucedido movido contra o governo por enviar tropas ao Iraque, ele comentou que sentia que algumas das atividades da Força Aérea de Autodefesa do Japão eram contra a constituição de paz do Japão, fazendo com que os litigantes reivindicassem uma vitória moral. Em 14 de julho de 2004, quando questionado novamente sobre essa suposta "inconstitucionalidade" da Força de Autodefesa Aérea, ele disse que sua opinião não deveria afligir seus membros, pois (citando o slogan de Yoshio Kojima, um comediante popular), "O que isso importa?"
Tamogami afirmou que outros membros do governo e do exército japonês partilham de suas opiniões.

### A controvérsia do ensaio e demissão
Tamogami foi demitido com um subsídio de 60 milhões de ienes devido a um ensaio publicado em 31 de outubro de 2008. No ensaio, Tamogami argumentou que "'é uma acusação falsa dizer que (o Japão) foi uma nação agressora" durante a Segunda Guerra Sino-Japonesa e a Segunda Guerra Mundial, afirmando que o Japão foi atraído para essas guerras por Chiang Kai-shek e Franklin D. Roosevelt, que, segundo ele, teriam sido manipulados pela Comintern. No mesmo ensaio, ele também argumenta que a guerra trouxe prosperidade para a China ocupada, Taiwan e a Coreia, e que "frequentemente são aqueles que nunca viram os militares japoneses e que espalham rumores sobre o ato de brutalidade do exército", além de afirmar que a Grande Guerra do Leste Asiático é vista de forma muito positiva por países asiáticos. Tamogami também criticou os julgamentos dos crimes de guerra que ocorreram após a rendição japonesa.
Após a publicação do ensaio, o Ministro da Defesa Yasukazu Hamada removeu Tamogami do cargo e ordenou que ele se aposentasse, uma vez que seu ponto de vista contradizia a posição do governo e provavelmente irritaria os vizinhos regionais do Japão.   Tamogami, em 3 de novembro de 2008, confirmou que o ensaio expressava com precisão suas opiniões sobre a guerra e o papel do Japão nela
Em 13 de novembro, o primeiro-ministro Tarō Asō disse que a decisão de Tamogami de escrever este ensaio foi "extremamente inapropriada" e que o governo estava errado em ter ignorado as opiniões de Tamogami durante todos esses anos. 
O ensaio que levou à demissão de Tamogami foi solicitado para um concurso de redação organizado e patrocinado por seu amigo, o proeminente empresário e nacionalista Toshio Motoya, sob o tema "Verdadeira Interpretação da História Moderna". Motoya e os outros juízes, incluindo Shoichi Watabe, professor honorário da Universidade Sophia, concederam a Tamogami o primeiro prêmio de ¥ 3 milhões da competição. O artigo apareceu mais tarde em um livro publicado pela Motoya, "A chocante verdade sobre a história moderna", que também apresentou outros ensaios inscritos na competição.
Tamogami foi rebaixado a tenente-general após ser removido de seu cargo de chefe de gabinete em 31 de outubro. Ele se aposentou da FAADJ em 3 de novembro de 2008, tendo atingido a idade de aposentadoria obrigatória para sua patente inferior. 

## Carreira política
Desde que se aposentou da Força Aérea de Autodefesa, Tamogami se envolveu com grupos nacionalistas japoneses, liderando a Ganbare Nippon em sua fundação em fevereiro de 2010. Ele também escreveu uma coluna para a revista Asahi Geino, na qual opinou sobre tópicos como as ameaças militares chinesas e norte-coreanas e os benefícios do castigo corporal.
Nas eleições gerais de 2014, Tamogami concorreu como candidato pelo Partido para as Gerações Futuras, mas não foi eleito. Ele também concorreu para governador de Tóquio em 2014 e 2024, perdendo na primeira para o Ministro da Saúde, Trabalho e Bem-Estar, Yōichi Masuzoe, que obteve mais de 2,1 milhões de votos, e na segunda para a prefeita incumbente, Yuriko Koike.

### Prisão e julgamento
Tamogami e seu diretor financeiro de campanha foram presos em abril de 2016 sob acusações de que a campanha para governador de Tamogami pagou 2,8 milhões de ienes a cinco funcionários, que eram legalmente classificados como voluntários. Antes da sua detenção (mas depois de as acusações se terem tornado públicas), Tamogami explicou que os pagamentos “não foram algo que eu ordenei diretamente, mas [um] resultado da minha ignorância e falta de supervisão”.
Em Maio de 2017, um tribunal distrital condenou Tamogami a 22 meses de prisão, com suspensão de cinco anos, por ter efectuado pagamentos ilegais à sua equipe de campanha na sua candidatura mal sucedida a governador de Tóquio, em Fevereiro de 2014.

## Medalhas
- Medalha da Legião do Mérito [21]

## Humor
Tamogami é conhecido por fazer piadas, principalmente sobre sua baixa estatura. Quando criticado por seus comentários francos, ele respondeu que "não lhe faltou prudência ( shinchō (慎重)  ) de discurso, apenas de altura ( shinchō (身長)  )", e ao comentar sobre cortes nos gastos com defesa, ele disse sobre sua própria nomeação: "A redução das forças de autodefesa começou, com a nomeação de um Chefe de Gabinete mais compacto". Durante a campanha para governador de 2014, ele disse "embora eu faça essa cara, na verdade sou uma boa pessoa". 